# Saitō Musashibō Benkei
Saitō Musashibō Benkei (西塔武蔵坊弁慶?   1155 – 1189), popularmente llamado Benkei (弁慶?), fue un Sōhei (monje guerrero) que estuvo a las órdenes del samurái Minamoto no Yoshitsune. Es generalmente presentado como un hombre de gran estatura, muy fuerte y leal, y es uno de los personajes favoritos del folclore japonés. Su vida ha sido adornada y distorsionada en representaciones y obras Kabuki y Noh, con lo cual es difícil discernir entre la verdad y la leyenda.

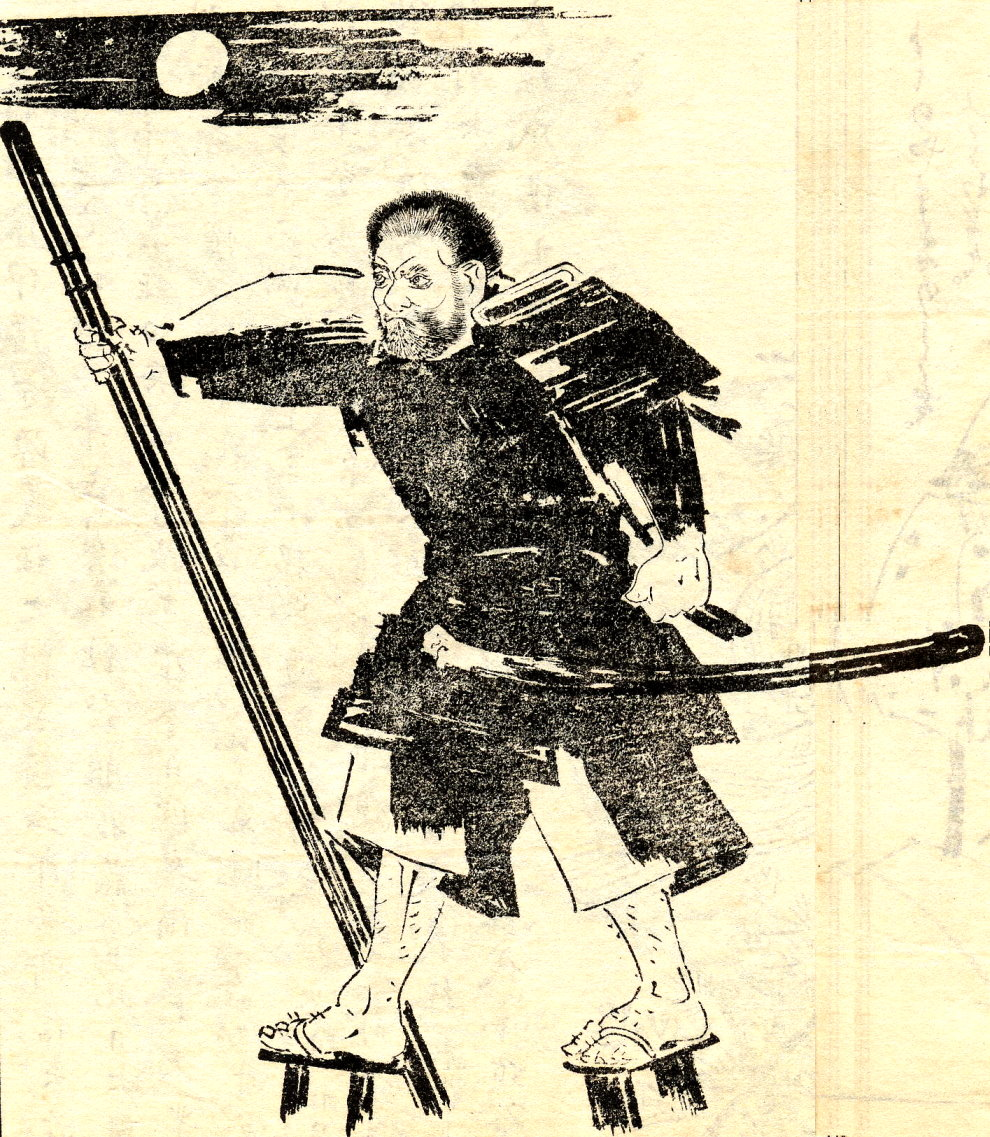
Benkei según Kikuchi Yōsai.

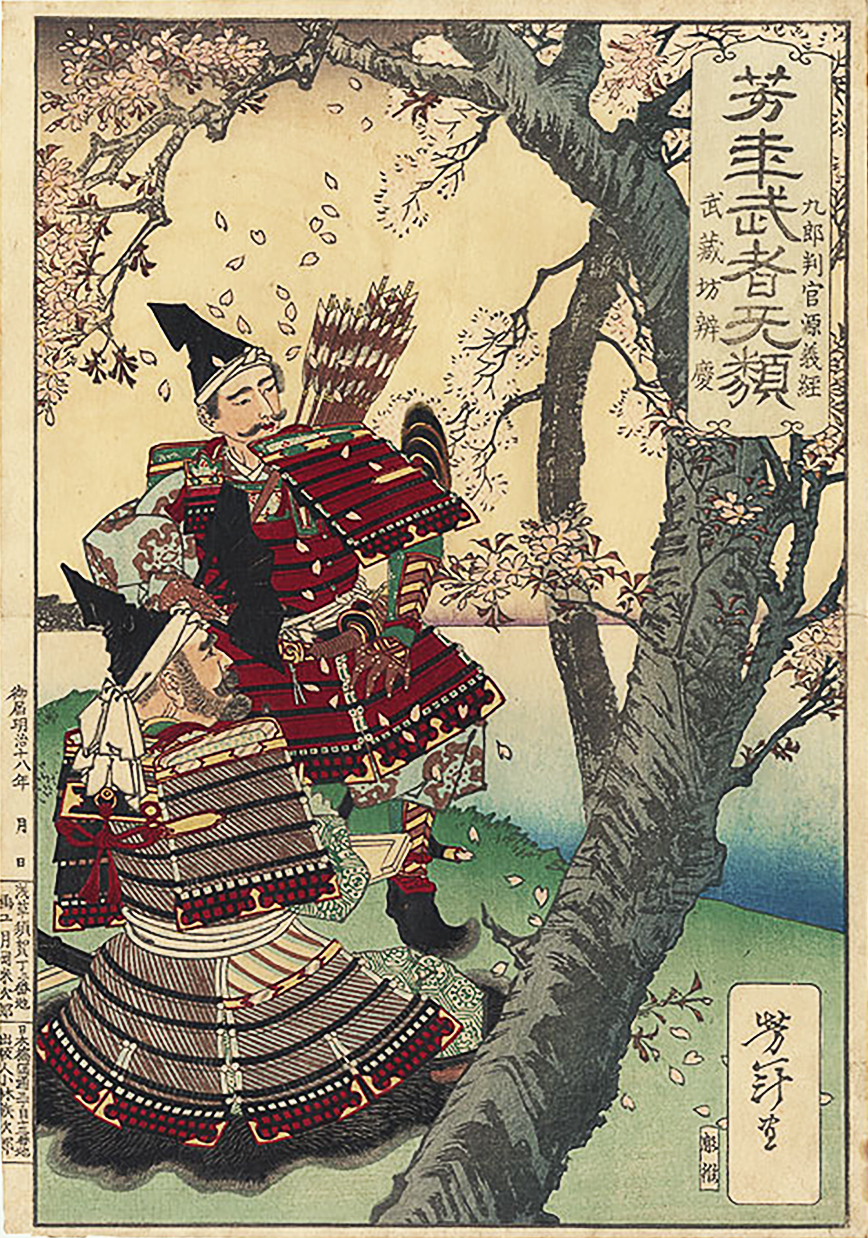
Benkei con Yoshitsune.

Existen diversas historias sobre el nacimiento de Benkei. Una de ellas cuenta que su padre era el jefe de un templo que había violado a su madre, que era la hija de un herrero. Otra historia dice que él era el hijo de un dios del templo. Muchos lo presentan con los atributos de un demonio, un niño-monstruo con el pelo revuelto y largos dientes. En su juventud Benkei puede haber sido llamado Oniwaka (鬼若) -  "demonio/niño ogro". 
A temprana edad se unió a un claustro y viajó mucho entre los monasterios de Japón. Durante este periodo, los monasterios budistas eran importantes centros de administración y cultura, además de centros militares. Como muchos otros monjes, Benkei fue entrenado probablemente en el uso de la naginata. A los diecisiete años de edad, se decía que medía más de dos metros de alto. En este momento, dejó el monasterio budista y se unió a los Yamabushi, una secta de monjes montañeses que se reconocían por llevar capuchas negras. Incluso algunas impresiones japonesas muestran a Benkei llevando esta capucha.
Cuenta la historia que Benkei se habría ubicado en el puente Gojo en Kioto, donde retaba a duelo a cada guerrero que pasaba guardando la espada de sus oponentes vencidos, llegando a juntar en total unas 999 espadas. En su duelo número 1000, Benkei fue vencido por Minamoto no Yoshitsune, hijo del señor de la guerra Minamoto no Yoshitomo. Por lo tanto, se convirtió en un guerrero de Yoshitsune y peleó junto a él en la guerra Genpei contra el clan Taira. A Yoshitsune se le da crédito por la mayoría de los éxitos del clan Minamoto contra los Taira, especialmente la batalla naval de Dan-no-ura con la que finalizó la guerra. Sin embargo después de su último triunfo, el hermano mayor de Yoshitsune Minamoto Yoritomo, se volvió en su contra. 
Durante los dos años de luchas que siguieron, Benkei acompañó a Yoshitsune como fugitivos de la ley. Finalmente fueron rodeados en el castillo de Koromogawa no tate. Mientras que Yoshitsune se dirigía hacia las zonas internas del castillo para suicidarse en forma ritual (seppuku), Benkei peleaba en el puente de la puerta principal para proteger a Yoshitsune. Cuenta la historia que los soldados tenían temor de atravesar el puente y tener que enfrentarlo, ya que terminaban muertos en forma rápida por el enorme guerrero, por lo que decidieron dispararle con flechas para intentar abatirle. Bastante tiempo después de que concluyera la batalla, los soldados se percataron de que el cuerpo de Benkei, irreconocible a causa de la gran cantidad de flechas que tenía clavado, no se movía. Durante una inspección más detallada luego de haberse animado a cruzar el puente, el gigante cayó al suelo, lo que reveló que había estado muerto por algún rato; este hecho es conocido como la "Muerte de pie de Benkei (Benkei no Tachi Ōjō)"(弁慶の立往生).
Es la lealtad y honor de Benkei lo que lo hace especialmente atractivo para el folclore japonés. Una obra de kabuki coloca a Benkei frente a un dilema moral, debiendo elegir entre mentir y proteger a su Señor para poder cruzar un puente. El clímax de la obra, tiene lugar cuando el monje se da cuenta de su situación y promete cumplir con su deber. En otra obra, Benkei llega al extremo de matar a su propio hijo para salvar a la hija de un Señor. En la obra kabuki Kanjincho, que fuera filmada por Akira Kurosawa con el título de Los hombres que caminan sobre la cola del tigre, Benkei debe pegarle a su propio señor (disfrazado de porteador) de manera de evitar delatar su engaño.